# Podarcis melisellensis
Espèce
Synonymes
- Lacerta melisellensis Braun, 1877
- Lacerta muralis var. fiumana Werner, 1891
- Lacerta muralis var. lissana Werner, 1891
- Lacerta melisellensis galvagnii Werner, 1908
- Lacerta melisellensis digenea Wettstein, 1926
- Lacerta melisellensis gigas Wettstein, 1926
- Lacerta melisellensis kammereri Wettstein, 1926
- Lacerta melisellensis pomoensis Wettstein, 1926
- Lacerta melisellensis curzolensis Taddei, 1950
- Lacerta melisellensis bokicae Radovanović, 1956
- Lacerta melisellensis gigantea Radovanović, 1956
- Lacerta melisellensis aeoli Radovanović, 1959
- Lacerta melisellensis jidulae Radovanović, 1959
- Lacerta melisellensis kornatica Radovanović, 1959
- Lacerta melisellensis mikavicae Radovanović, 1959
- Lacerta melisellensis plutonis Radovanović, 1959
- Lacerta melisellensis thetidis Radovanović, 1959
- Lacerta melisellensis traguriana Radovanović, 1959
- Lacerta melisellensis caprina Radovanović, 1970
- Lacerta melisellensis lupa Radovanović, 1970

Statut de conservation UICN

 LC  : Préoccupation mineure
Podarcis melisellensis est une espèce de sauriens de la famille des Lacertidae.

## Répartition
Cette espèce se rencontre en Albanie, au Monténégro, en Bosnie-Herzégovine, en Croatie, en Slovénie et au Frioul-Vénétie Julienne en Italie.

## Liste des sous-espèces
Selon The Reptile Database (19 avril 2019) :
- Podarcis melisellensis aeoli (Radovanović, 1959)
- Podarcis melisellensis bokicae (Radovanović, 1956)
- Podarcis melisellensis curzolensis (Taddei, 1950)
- Podarcis melisellensis digenea (Wettstein, 1926)
- Podarcis melisellensis fiumana (Werner, 1891)
- Podarcis melisellensis gigas (Wettstein, 1926)
- Podarcis melisellensis jidulae (Radovanović, 1959)
- Podarcis melisellensis kammereri (Wettstein, 1926)
- Podarcis melisellensis kornatica (Radovanović, 1959)
- Podarcis melisellensis lissana (Werner, 1891)
- Podarcis melisellensis melisellensis (Braun, 1877)
- Podarcis melisellensis mikavicae (Radovanović, 1959)
- Podarcis melisellensis pomoensis (Wettstein, 1926)
- Podarcis melisellensis thetidis (Radovanović, 1959)

## Publications originales
- Braun, 1877 : Lacerta lilfordi und Lacerta muralis. Arbeiten aus dem zoologisch-zootomischen Institut in Würzburg, vol. 4, p. 1-64 (texte intégral).
- Radovanović, 1956 : Rassenbildung bei Eidechsen auf Adriatischen Inseln. Denkschrift der Österreichischen Akademie der Wissenschaften, Mathemathisch-Naturwissenschaftliche Klasse, vol. 110, p. 1–82.
- Radovanović, 1959 : Zum Problem der Speziation bei Inseleidechsen. Zoologische Jahrbücher, Abteilung für Systematik, Geographie und Biologie der Tiere, Jena vol. 86, p. 395-436.
- Radovanović, 1970 : Herpetoloska proucavanja na Olibu i okolnim ostrvima. Priroda istraživanja, JAZU, Zagreb vol. 38, Acta biologica vol. 6, p. 59-74.
- Taddei, 1950 : La lacerte (Archaeolacerta e Podarces) dell' Istria' e della Dalmazia. Commentationes Pontificiae Academiae Scientiarum, vol. 14, no 3, p. 137-166.
- Wettstein, 1926 : Beitragzur Systematik der adriatischen Inseleidechsen. Der Artenwan-del auf Inseln und seine Ursachen, ermittelt durch Ver-gleich und Versuch an den Eidechsen der dalmatini-schen Eilande; Wien, Leipzig (Deuticke) p. 265-324.
- Werner, 1891 : Beiträge zur Kenntnis der Reptilien und Amphibien von Istrien und Dalmatien. Verhandlungen der Kaiserlich-Königlichen Zoologisch-Botanischen Gesellschaft in Wien, vol. 41, p. 751-768 (texte intégral).
- Werner, 1908 : Die zoologische Reise des naturwissenschaftlichen Vereins nach Dalmatien im April 1906. Mitteilungen des Naturwissenschaftlichen Vereins an der Universität Wien, vol. 6, p. 44-53 (texte intégral).